# Angelinadwergooruil
De angelinadwergooruil (Otus angelinae) is een vogelsoort uit de familie van de strigidae (uilen). Het is een kwetsbare, endemische vogelsoort van het eiland Java. De vogel werd in 1912 door Otto Finsch beschreven en vernoemd naar de vrouw Angelina van zijn vriend, de Duits/Nederlandse verzamelaar en kenner van de Javaanse avifauna Max Eduard Gottlieb Bartels (1871-1936).

## Kenmerken
De vogel is 16-18 cm. Het is een kleine, roodbruin gekleurde, bosbewonende uil. Rondom de ogen is de vogel licht roestbruin met witte strepen boven de ogen, doorlopend tot de oorpluimen. Van boven is de vogel donker roestbruin vaak met witte vlekjes met zwarte randjes en verder een kenmerkende witte streep op de schouder. Van onder is de vogel veel lichter, bijna wit tot roomkleurig met weinig zwarte strepen en vlekken. De iris is goudgeel.

## Verspreiding en leefgebied
De angelinadwergooruil komt alleen voor op Java (Indonesië) in montane bossen op berghellingen (meestal vulkanen) op een hoogte tussen de 1000 en 2000 m boven de zeespiegel.

## Status
De angelinadwergooruil heeft een beperkt verspreidingsgebied en daardoor is er kans op uitsterven. Plaatselijk wordt het leefgebied bedreigd door ontbossingen en omzetting van extensief gebruikt gebied in land voor agrarisch gebruik en menselijke nederzettingen. De totale grootte van de populatie wordt geschat 1500 tot 7000 individuen en gaat plaatselijk in aantal achteruit. Om deze redenen staat deze dwergooruil als kwetsbaar op de Rode Lijst van de IUCN.